# Rue de Trèves

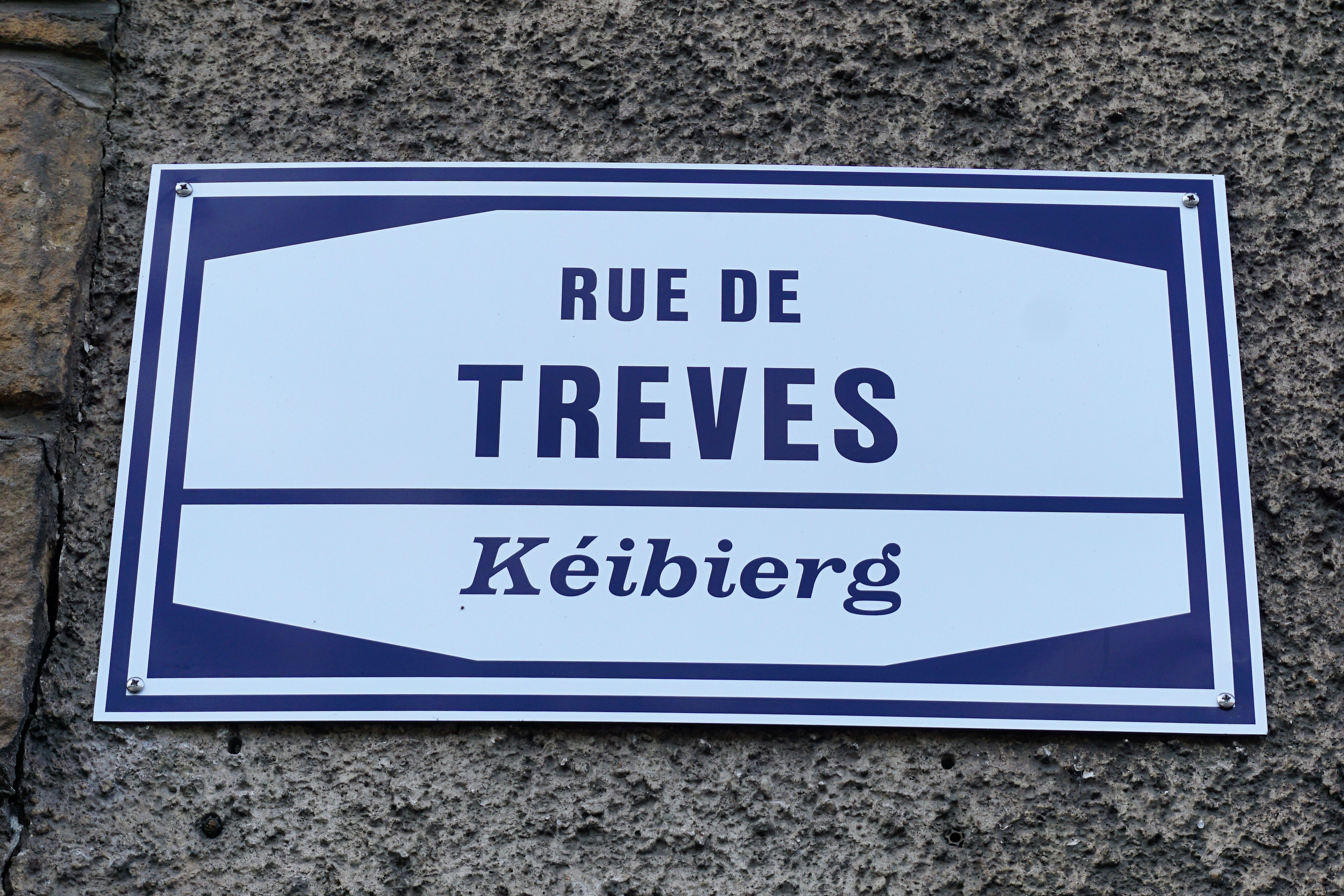
Straßenschild Rue de Trèves / Kéibierg

Die Rue de Trèves (deutsch: Trierer Straße, luxemburgisch: Tréierer Strooss, früher auch Tréierer Bierg, ein Teil der Straße auch Kéibierg) ist eine Innerortsstraße in der Stadt Luxemburg im Großherzogtum Luxemburg.
Sie ist benannt nach der deutschen Stadt Trier an der Mosel.
Ein größerer Teil der Straße gehört zur Nationalstraße 1A, die nach Findel führt.
Die Postleitzahl für die Straße lautet: 2631.
Sie verläuft vorwiegend in west-östlicher Richtung von der Rue Munster im Stadtviertel Grund bis zur Rue Cents im Stadtviertel Cents und hat eine Länge von etwa 2350 Metern. Sie überwindet etwa 80 Höhenmeter.
Die Trierer Straße ist eine der ältesten Straßen der Stadt, sie war im Mittelalter zusammen mit der Münstergasse die Hauptzufahrt zum Stadtviertel Grund.
Freiherr Johann von Beck wurde 1588 in der Trierer Straße geboren.
Das 2. Trierer Tor wurde 1590 erbaut.
Etwa 100 Meter östlich des 2. Trierer Tores befindet sich das rechteckige Dünseler Tor (auch Altes Trierer Tor oder Jakobsturm), das um 1393 erbaut wurde.
Eine Haarnadelkurve verbindet die Rue de Trèves mit der Rue de la Tour Jacob, die zur Alzette führt.
Die Rue de Trèves überführt die Bahnstrecke Luxemburg–Spa, unmittelbar danach beginnt der Clausener Viadukt.
Ein Platz mit Aussicht auf die Luxemburger Oberstadt befindet sich bei der Bushaltestelle Kéibierg-I.N.S. (Institut National des Sports).
Auf der Höhe der Straße Kosakestee liegt die Strock-Kapelle.
Kulturdenkmale sind das Gebäude Haus-Nr. 20 in Grund und die Reste des Fort Dumoulin, Haus-Nr. 61, in Cents.

## Weitere Bilder

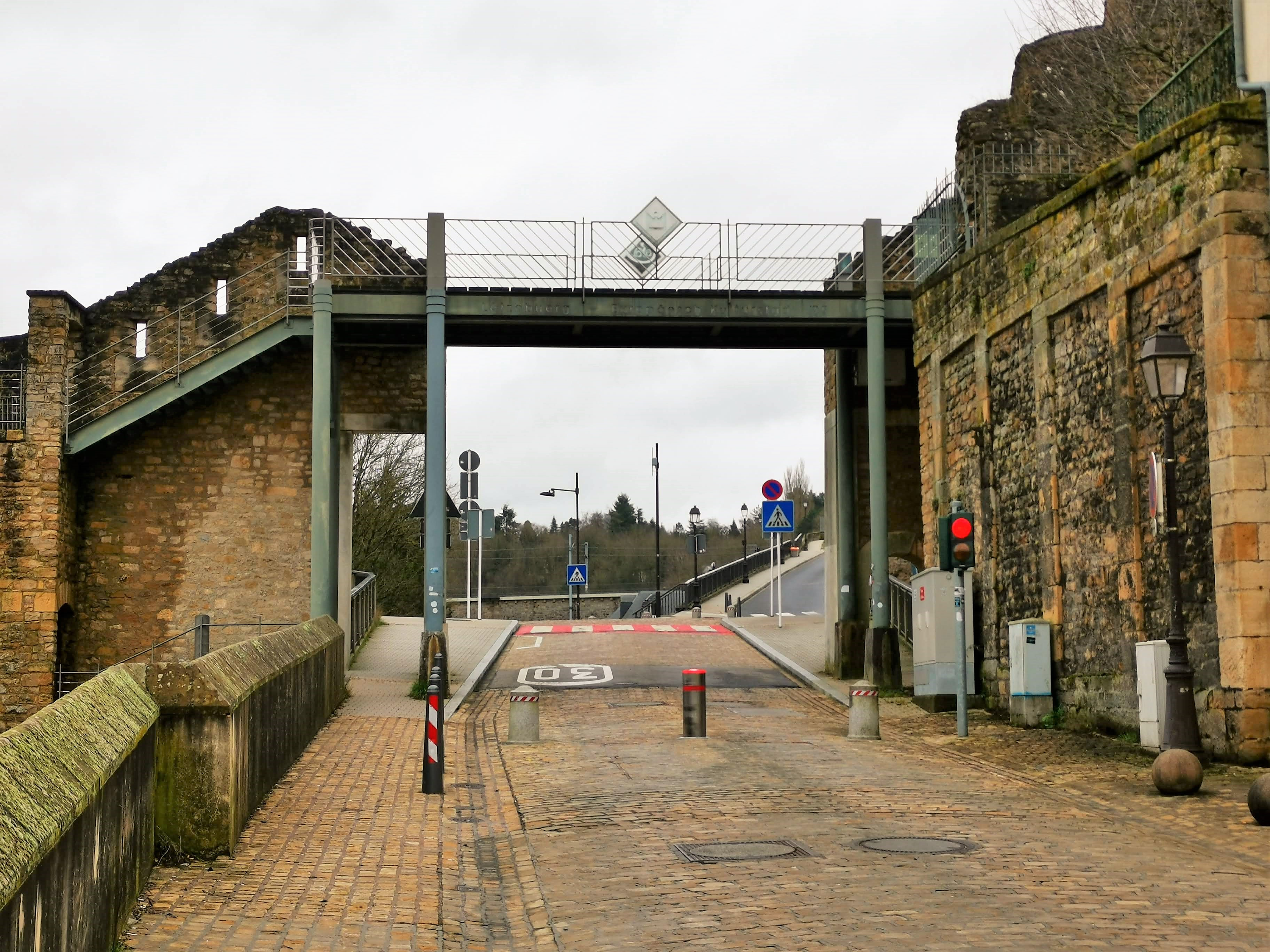
2. Trierer Tor
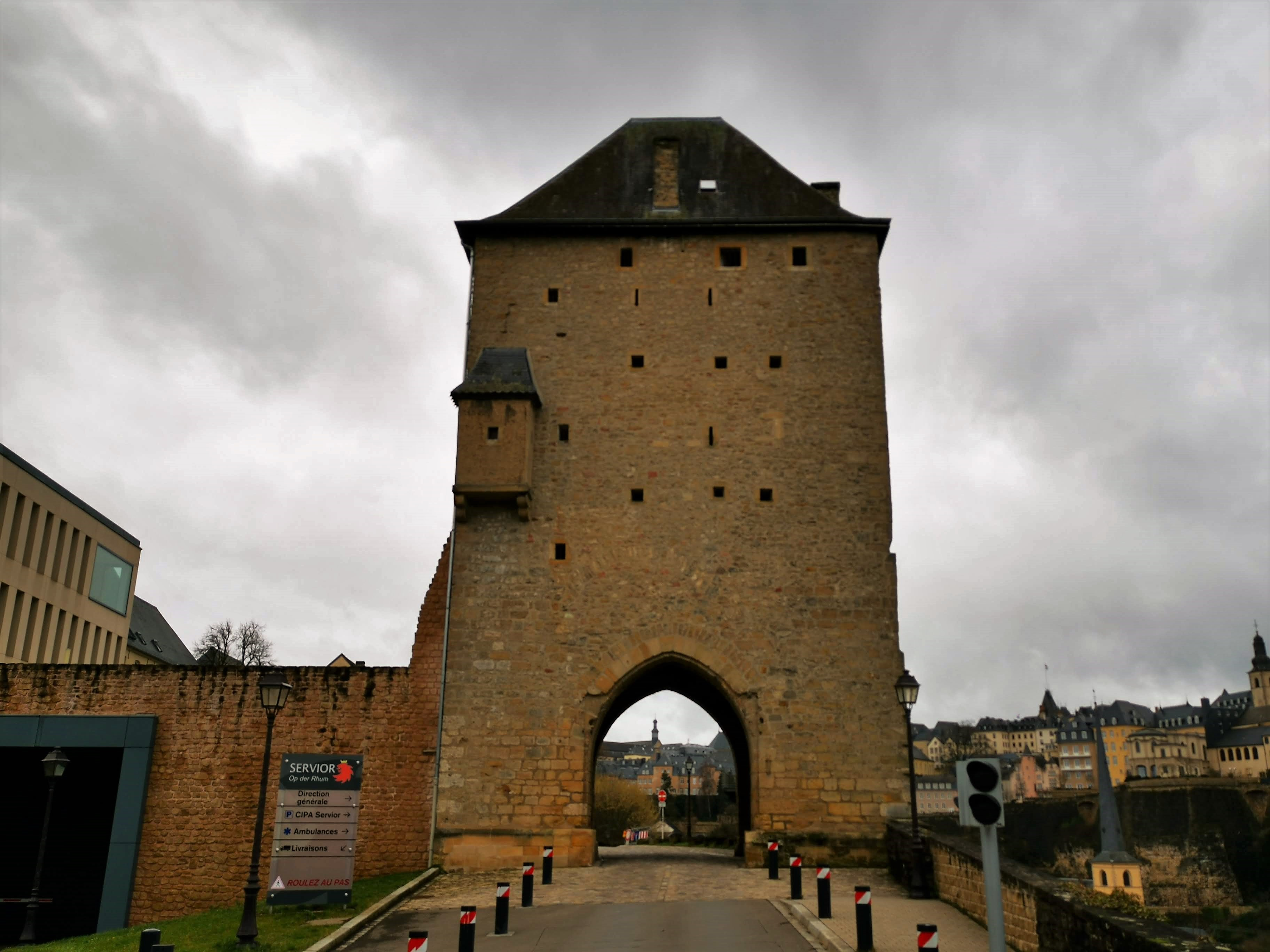
1. Trierer Tor (Jakobsturm, Dünseler Tor)
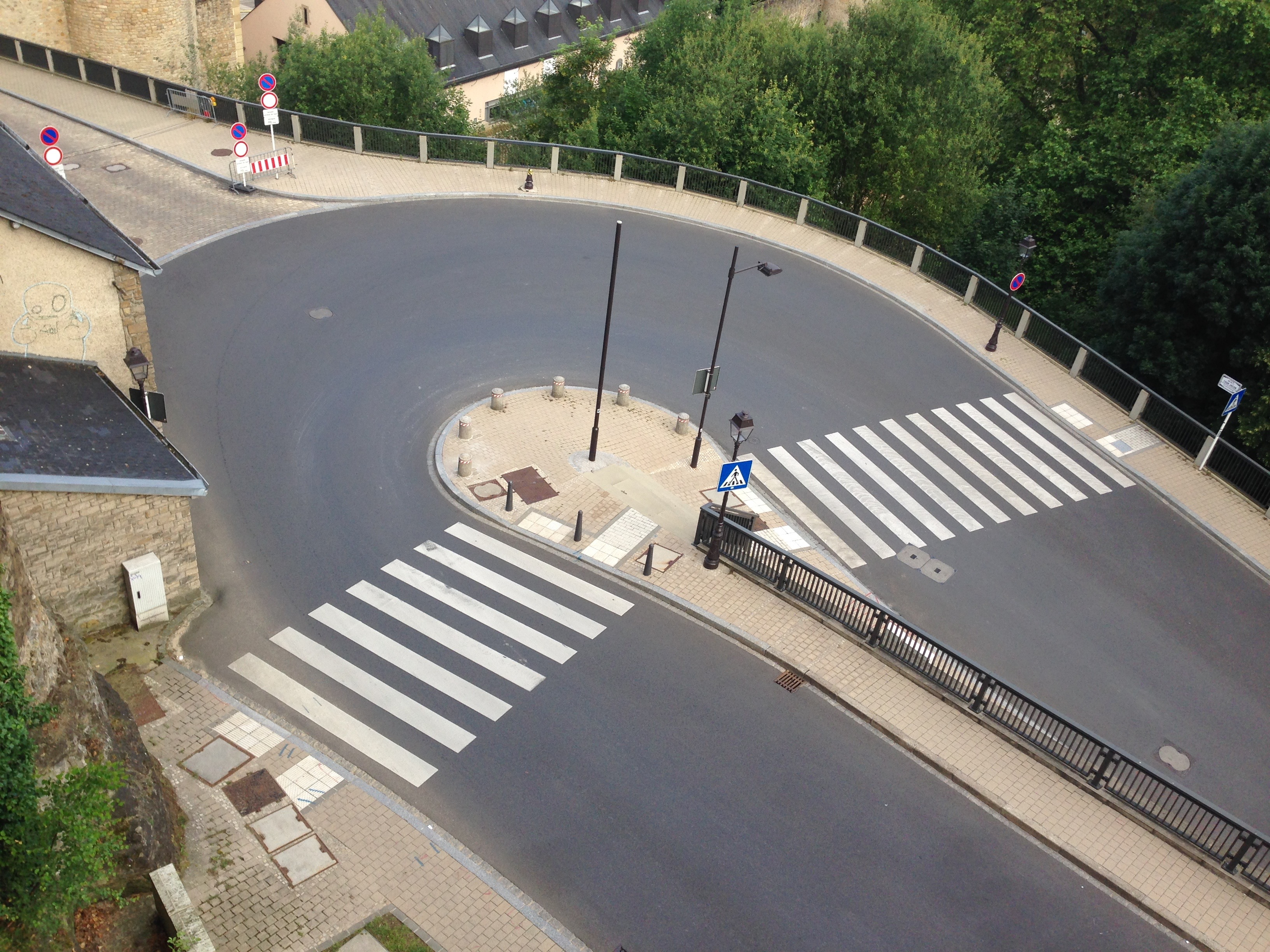
Haarnadelkurve
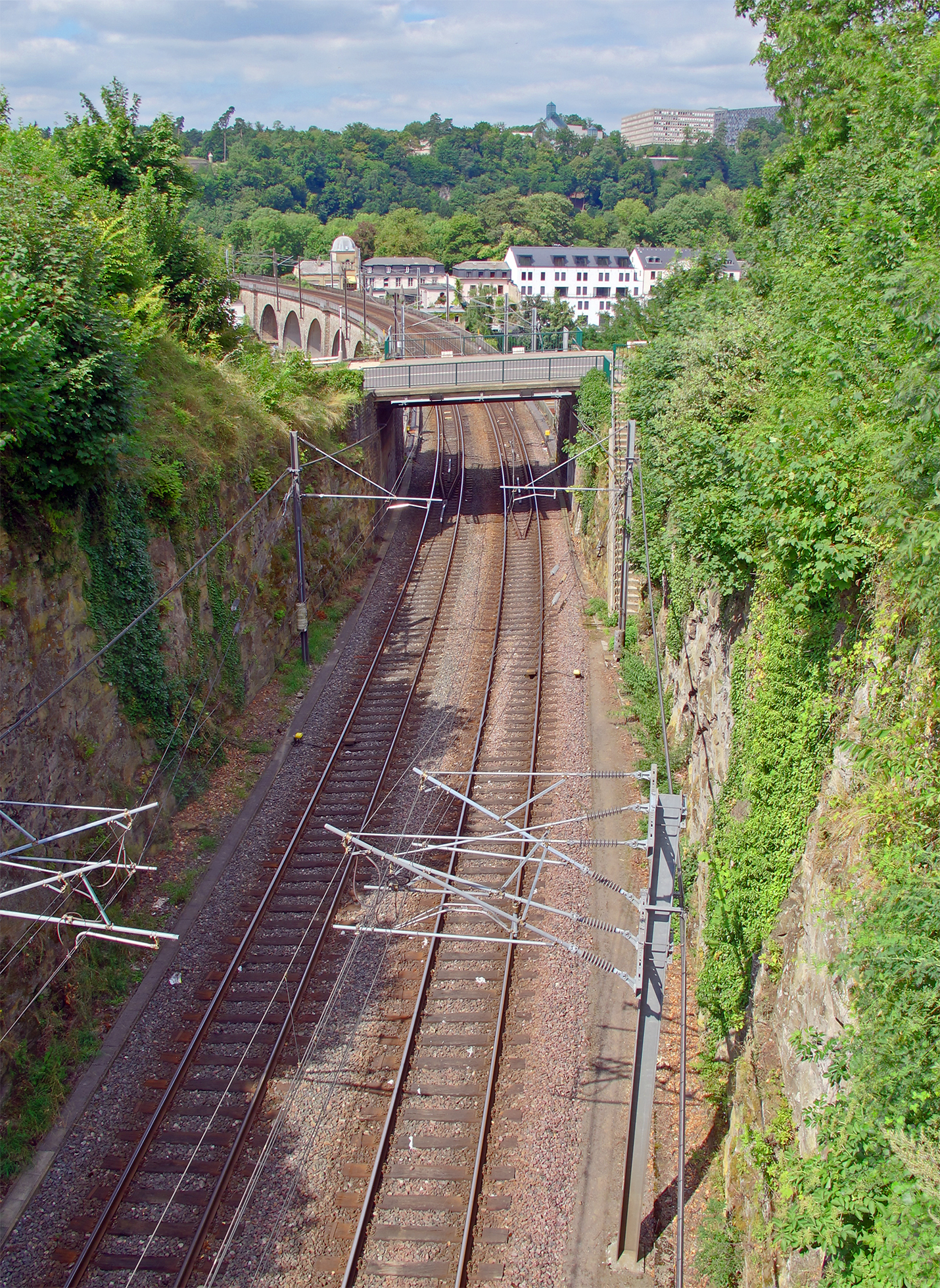
Überführung der Bahnstrecke
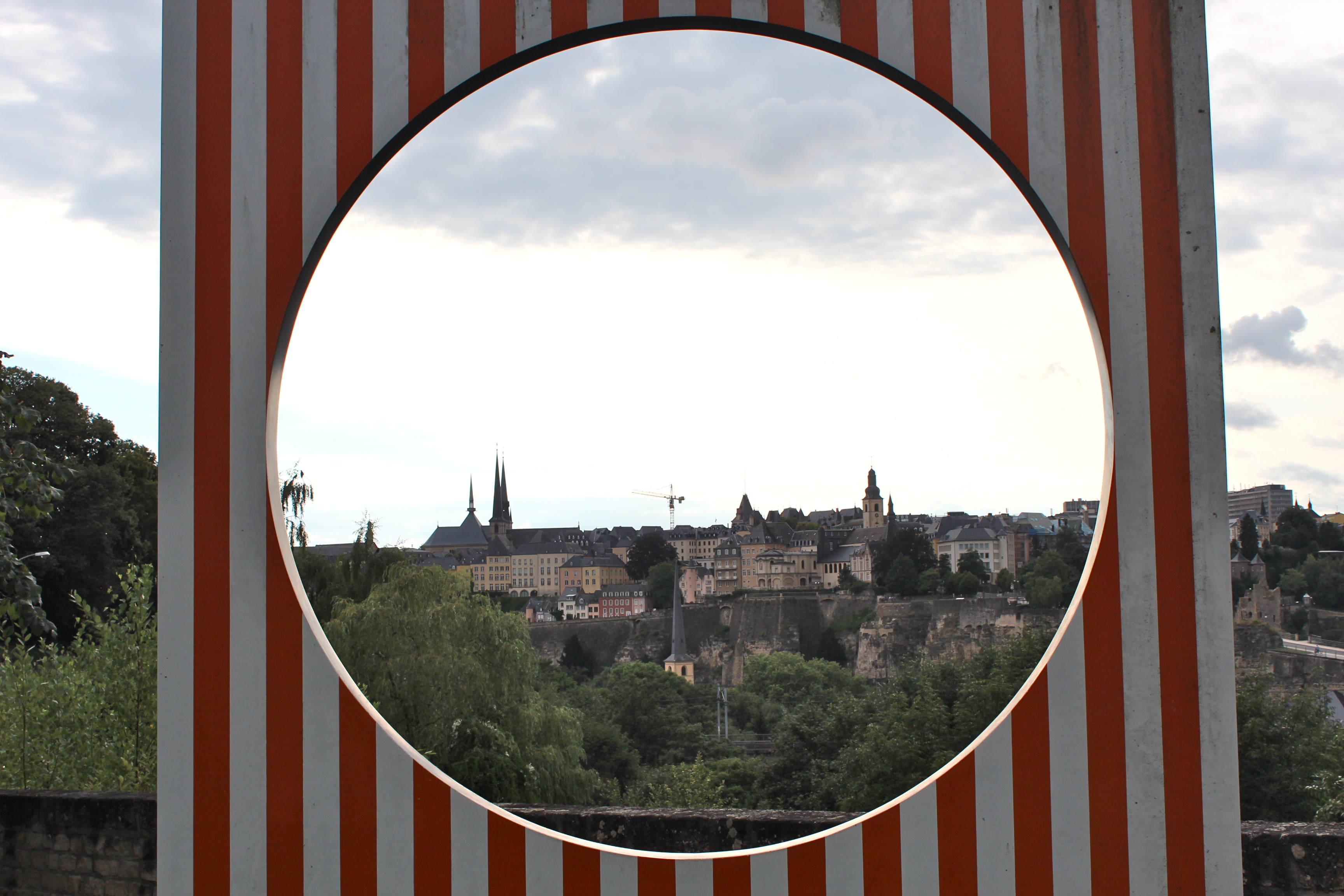
Aussicht auf die Oberstadt
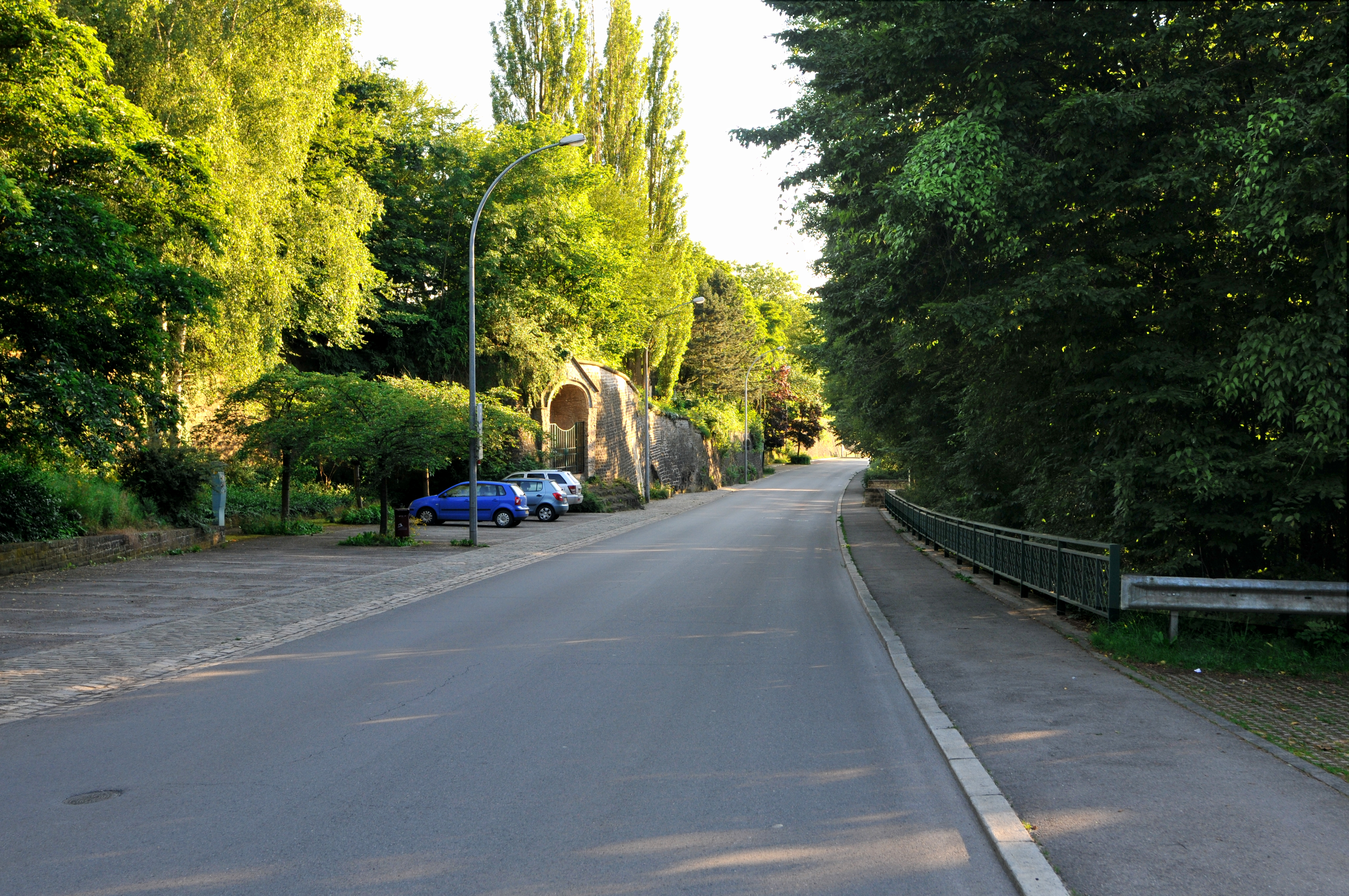
Rue de Trèves mit Strock-Kapelle
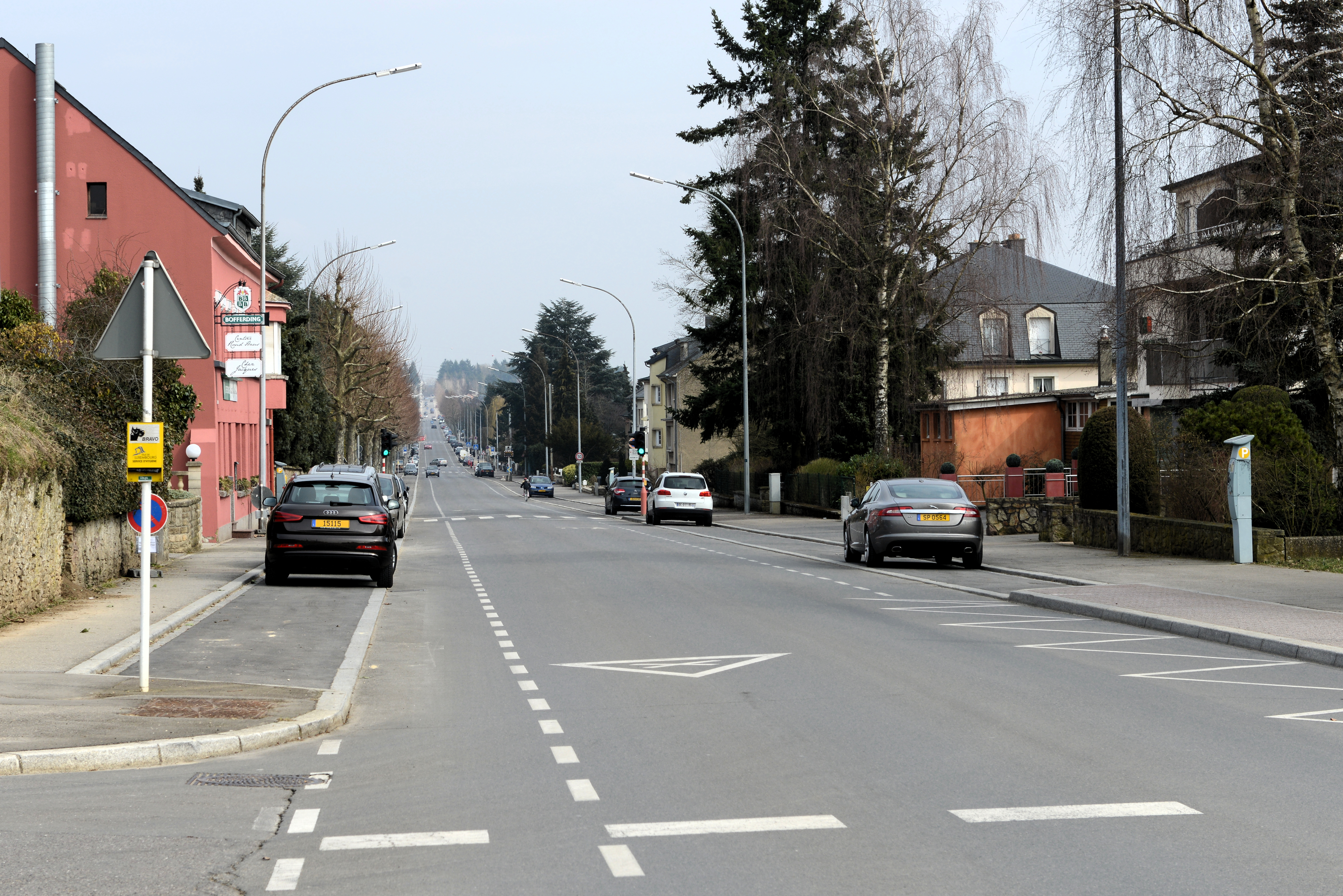
Rue de Trèves in Cents